# Араблінський Гусейн Мамед-огли
Гусе́йн Маме́догли́ Араблі́нський (азерб. Hüseyn Məmməd oğlu Xələfov, відомий як Халафов; 1881, Баку — 7 березня 1919) — азербайджанський актор і режисер.
Народився в Баку в сім'ї моряка.
Сценічну діяльність почав 1905 року.
На формування світогляду і творчого методу Араблінського великий вплив мали революційні події 1905—07. Улюблені образи Араблінського — волелюбці, борці. Це — Фархад («Нещасний юнак» Ахвердова), Франц Моор («Розбійники» Шіллера). Араблінський поставив основні драм, і оперні вистави в дореволюційному азербайджанському театрі.
1919 року Араблінського вбив найманець мусаватистів.